# Comuna Sofiivka, Snovsk
Sofiivka (în ucraineană Софіївка) este o comună în raionul Snovsk, regiunea Cernihiv, Ucraina, formată din satele Hlîbokîi Rih, Ivanivka și Sofiivka (reședința).

## Demografie
Componența lingvistică a comunei Sofiivka
     Ucraineană (98,01%)
     Rusă (1,71%)
     Alte limbi (0,28%)
Conform recensământului din 2001, majoritatea populației comunei Sofiivka era vorbitoare de ucraineană (98,01%), existând în minoritate și vorbitori de rusă (1,71%).